# LCD Soundsystem
LCD Soundsystem es un grupo neoyorquino de música dance-punk, formado en 2002. La banda está liderada por el músico James Murphy, cofundador de DFA Records. Actualmente están suscritos a DFA y Columbia Records.
En las actuaciones en vivo, se les une Nancy Whang al teclado y a los coros, Pat Mahoney a la batería, Tyler Pope al bajo y Phil Mossman a la guitarra, a la percusión y al bajo. Murphy y Goldsworthy son también conocidos como el equipo de productores The DFA, y propietarios del sello del mismo nombre. La banda anunció su retirada en febrero de 2011. Su última aparición fue en un concierto en el Madison Square Garden de Nueva York, que se celebró el 2 de abril de 2011. 
El 5 de enero de 2016, la banda confirmó su regreso y su participación en varios festivales de renombre, como la edición 2016 del Festival de Música y Artes de Coachella Valley, así como el lanzamiento de un nuevo álbum de estudio. American Dream, su cuarto álbum, publicado en septiembre de 2017.
En 2018, la banda ganó un Premio Grammy en la categoría Mejor Grabación Dance por el sencillo «Tonite».

## Biografía

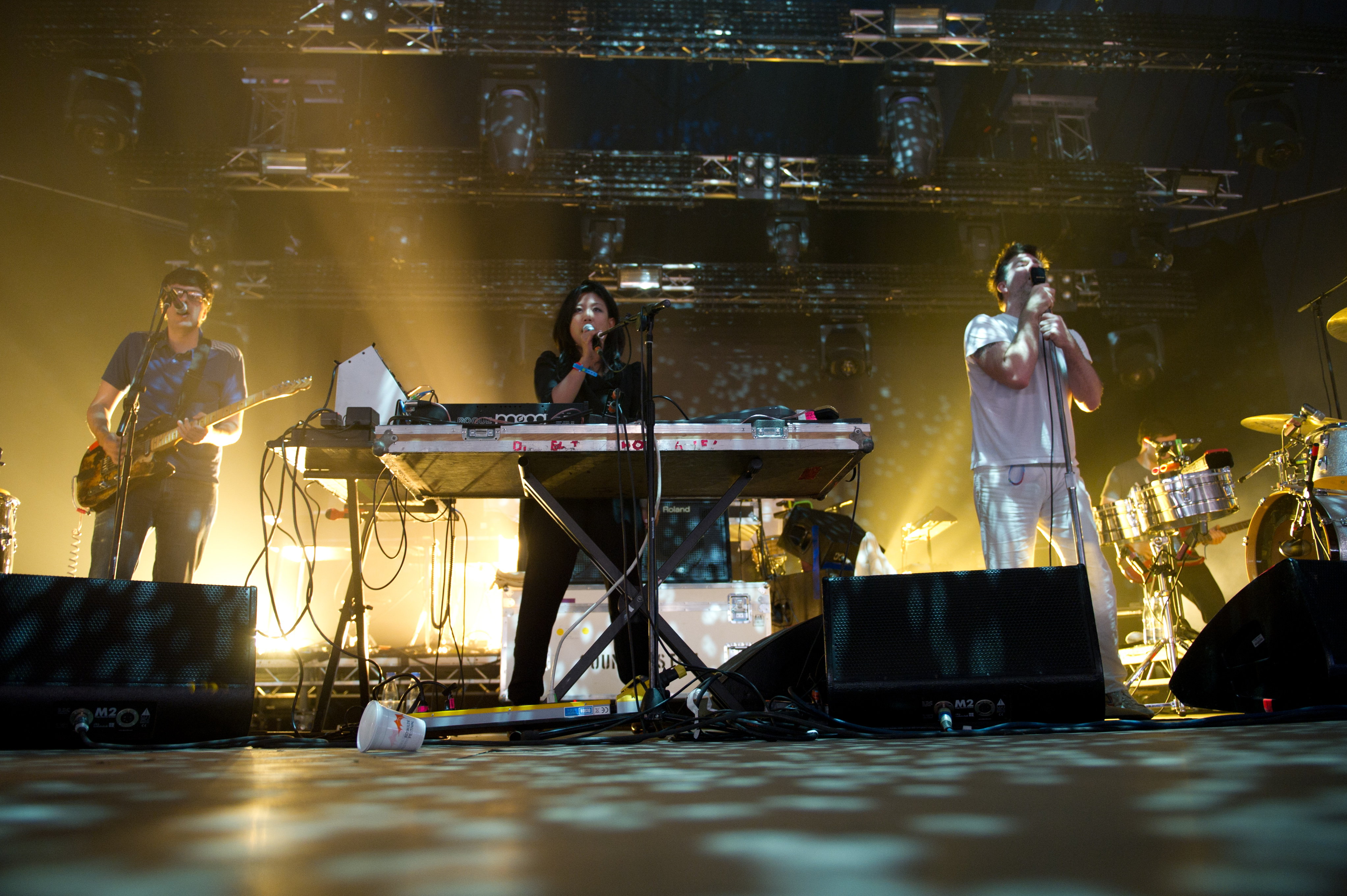
LCD Soundsystem en el Roskilde Festival, (2010)

### Los inicios
LCD Soundsystem se inicia como proyecto personal de James Murphy y Tim Goldsworthy, dos neoyorquinos admiradores de Suicide, New Order, Siouxsie And The Banshees, Daft Punk y The PLOOM !!!, entre otros. En 2000, decidieron crear un sello, The DFA, para editar su propia música y la química empezó a fluir. De su laboratorio salieron sencillos de 12 pulgadas como Losing my edge, de ritmo persistente e irónica letra, donde resumen las últimas y enfervorecidas musicalmente décadas del siglo XX además de dejar claras sus influencias; el bailable Give it up; y el más conocido, Yeah.

### La escena punk-funk neoyorquina
El sello de Murphy y Goldsworthy dio cobijo a grupos primerizos como The Rapture y The Juan MacLean, convirtiéndose rápidamente en el centro de una escena conocida como disco-punk, punk-funk o rock bailable. The Rapture y Ràdio 4, cuyos debuts (Echoes y Gotham, respectivamente) fueron producidos por el dúo The DFA; así como Out Hud y !!!, quienes publicaron su primer disco en el mismo año que el de LCD Soundsystem (2005), fueron las caras más destacadas del complejo poliedro que era esta escena neoyorquina. Aún sin tener ningún disco editado, el grupo fue invitado a actuar en varios festivales, entre ellos, los españoles Primavera Sound y el Festival Internacional de Benicàssim de 2004.

### LCD Soundsystem: El disco
A partir de 2005, las cosas se precipitaron y llegó el primer disco de LCD Soundsystem, homónimo. Un doble CD que recopilaba los sencillos publicados por el grupo hasta el momento (con sus correspondientes caras B) y añadía nueve canciones nuevas a la colección. El LP, con referencias y homenajes (la mayoría implícitos) a figuras como los Beatles y Brian Eno, proporcionó al grupo tres portadas de tres de las revistas independientes más importantes de España (Go Mag, Rockdelux y Mondo Sonoro) el mes de su lanzamiento. Este éxito también quedó reflejado en el puesto 35.º de los mejores discos del 2005 según la revista Rolling Stone, el 5.º según Spin, el 8.º según Pitchfork y el 21.º según New Musical Express; así como en nuevas invitaciones para tocar en festivales durante ese año, como el español SONAR. El segundo sencillo extraído de su primer álbum, "Daft Punk is playing at my house", entró en el Top 40 del Reino Unido en marzo de 2005 y fue incluido en las bandas sonoras de videojuegos como SSX on Tour y FIFA 06. Además, el grupo fue nominado a dos Grammy: al mejor disco electrónico, y a la mejor grabación dance por "Daft Punk is playing at my house".

### Proyectos paralelos
Durante 2006, LCD Soundsystem se dedicaron casi exclusivamente a la creación de un nuevo disco, encargo de Nike para su serie Original Run: una sesión de 45 minutos pensada para hacer footing titulada 45:33 y puesta a la venta en octubre sólo a través de iTunes. Como anécdota, la sesión no dura 45 minutos y 33 segundos como reza el título, sino 45 minutos y 58 segundos. El año también sirvió para hacer recuento de sus colaboraciones como remezcladores a través de un álbum (The DFA Remixes) dividido en dos partes, la primera lanzada a principios de 2006 y la segunda, a finales. El álbum incluye remixes de grupos como Hot Chip, Goldfrapp, Gorillaz y The Chemical Brothers.

### 2007:Sound of Silver
Entre las actividades de 2007 cabe destacar la publicación de Sound of Silver el 20 de marzo (su segundo álbum, que se filtró en su totalidad a través de Internet en diciembre de 2006), así como una gira por Europa. Sound of Silver fue uno de los discos más galardonados del 2007, entrando a muchas listas de los mejores discos del año y la década. Por ejemplo, el disco fue nombrado el segundo mejor lanzamiento del año por Pitchfork. 

### 2010:This is happening
En el año 2010, LCD Soundsystem lanzó su tercer álbum titulado This Is Happening, el cual también recibió mucha atención por parte de la crítica, también fue un éxito comercial, entrando al número #7 en la lista estadounidense. Como su disco pasado, This Is Happening fue nombrado el segundo mejor lanzamiento del año por Pitchfork. 

### 2011: Un último funeral
El 8 de febrero de 2011, LCD Soundsystem anunció en su sitio web que su último concierto sería el 2 de abril en el Madison Square Garden de Nueva York. Cuando se pusieron a la venta las entradas, hubo problemas generalizados con la disponibilidad y los pedidos en línea. Tras la venta inmediata de todas las entradas disponibles, LCD Soundsystem anunció que tocarían cuatro conciertos de preparación en la Terminal 5 de Nueva York . Las listas de canciones de esos conciertos fueron casi idénticas a las del último concierto en el Madison Square Garden donde hicieron las mejores interpretaciones de sus canciones estrella tales como All My Friends (canción de LCD Soundsystem) , Dance Yrself Clean o Us V Them. La última canción interpretada en el concierto de despedida fue  New York, I Love You but You're Bringing Me Down. El concierto duró casi cuatro horas con actuaciones de Arcade Fire , Reggie Watts y otros.

### 2011-2014: Ruptura
LCD Soundsystem versionó la canción de Franz Ferdinand « Live Alone » para el EP Franz Ferdinand Covers (2011). La versión también se lanzó como sencillo a través de Domino Recording Company el 11 de abril de 2011.  El 12 de abril, Murphy confirmó el lanzamiento del concierto final en DVD, con mejor calidad que la transmisión ofrecida por Pitchfork .  Además, un documental llamado Shut Up and Play the Hits , que narra las 48 horas previas, durante y posteriores al concierto final, se proyectó en el Festival de Cine de Sundance de 2012 y posteriormente en cines selectos. El 5 de marzo de 2013, LCD Soundsystem fue nombrado uno de los Nuevos Inmortales de la revista Rolling Stone : «artistas actualmente activos (o recientemente desaparecidos) que creen que resistirán la prueba del tiempo».  El 19 de abril de 2014, se lanzó una grabación en vivo del espectáculo de despedida en una edición de vinilo de 5 cajas como The Long Goodbye: LCD Soundsystem Live at Madison Square Garden .

### 2015: Regreso
En octubre de 2015, diversos blogs y revistas musicales especulaban sobre el regreso de la banda a los escenarios, la cual se presentaría en al menos tres festivales importantes de Estados Unidos y Reino Unido. Los rumores fueron amagados por un comunicado de DFA Records, el otrora sello discográfico de la banda.
Pero las especulaciones comenzaron a crecer nuevamente en Nochebuena, cuando la banda lanzó su primer sencillo en cinco años, titulado "Christmas Will Break Your Heart", además de los nuevos rumores de su reunión en la próxima edición del Festival de Música y Artes de Coachella Valley.
Finalmente estos rumores fueron confirmados por la misma organización del festival la noche del 4 de enero de 2016, en la publicación  del cartel de artistas para la próxima edición del evento. Al día siguiente, Murphy publicó una nota en la página oficial de la banda confirmando su regreso a los escenarios, anunciando una nueva gira y un nuevo álbum de estudio a lanzarse este año.

### 2017: American Dream
En mayo de 2017, el grupo publica por primera vez desde su regreso, nuevas canciones. Se trata de dos sencillos, "American Dream" y "Call the Police", este segundo con un sonido muy cercano al New Wave de los años 1970. Finalmente, el 1 de septiembre de 2017 lanzaron su cuarto álbum titulado American Dream, con el que obtuvieron su primer número uno en los Estados Unidos. El álbum fue nominado al Mejor Álbum de Música Alternativa en los Premios Grammy de 2018 y el sencillo "Tonite" se alzó con el de Mejor Grabación Dance. En febrero de 2019, la banda lanzaría el álbum en directo Electric Lady Sessions, grabado en el estudio neoyorquino Electric Lady. El disco incluiría interpretaciones de varios de los temas de American Dream, así como versiones de grupos como Chic, The Human League o Heaven 17.

## Miembros
Actuales
- James Murphy – voz, sintetizador, guitarra, bajo, batería, percusión, caja de ritmos, producción
- Pat Mahoney – batería, percusión, caja de ritmos, sintetizador, coros
- Nancy Whang – voz, teclados, sintetizador
- Tyler Pope – bajo, guitarra, sintetizador, caja de ritmos
- Al Doyle – guitarra, percusión, sintetizador, bajo
- Gavin Rayna Russom – sintetizador, coros
- Matt Thornley – guitarra, percusión, piano, sintetizador, caja de ritmos
- Korey Richey - percusión, sintetizador, piano, coros

Otros integrantes que han actuado con la banda ya sea en estudio o en vivo
- David Scott Stone – guitarra, percusión, sintetizador, coros
- Phil Skarich – bajo
- Phil Mossman – guitarra, percusión
- Jerry Fuchs – batería, percusión (fallecido)[14]
- J.D. Mark – guitarra (fallecido)[15]

## Discografía

### Como LCD Soundsystem

#### Álbumes
En estudio
- LCD Soundsystem (2005)
- Sound of Silver (2007)
- This Is Happening (2010)
- American Dream (2017)
- Electric Lady Sessions (2019)

#### Lanzamientos digitales
- Introns (2006)
- 45:33 (2006)
- A Bunch of Stuff (2007)
- All My Friends (2007)
- 45:33 Remixes (2009)

#### Sencillos
- Losing my edge (2002)
- Give it up (2003)
- Yeah (Ene. 2004)
- Movement (Nov. 2004)
- Daft Punk Is Playing at My House (Feb. 2005)
- Disco infiltrator / Slowdive (Siouxsie And The Banshees cover) (Jun. 2005)
- Tribulations (Set. 2005)
- North American Scum (Feb. 2007)
- All My Friends (May. 2007)
- No love Lost (Joy Division cover) / Poupee de cire (Serge Gainsbourg cover)/ Split 7" with Arcade Fire (Set. 2007)
- Someone Great (Oct. 2007)
- "Confuse the Marketplace" – (Dic. 2007) EP
- "Time to Get Away" – (Feb. 2008)
- "Big Ideas" – (Ago. 2008)
- "Bye Bye Bayou" (Alan Vega cover) – (Nov. 2009)
- "Pow Pow" (Abr. 2010)
- "Drunk Girls" (May. 2010)
- "I Can Change" (Jul. 2010)
- "Throw" (Paperclip People cover) – (2010)
- "Live Alone" (Franz Ferdinand cover) –  (Abr. 2011)
- "Christmas Will Break Your Heart" (Dic. 2015)
- "Call the Police" / "American Dream" (May. 2017)
- "Tonite" (Ago. 2017)
- "Pulse" (v.1) (Ago. 2017)
- "Oh Baby" (Sept. 2018)

### Como The DFA

#### Discos
- The DFA Remixes – Chapter One (2006)
- The DFA Remixes – Chapter Two (2006)

## Premios Grammy
| Año  | Trabajo nominado                 | Categoría                         | Resultado |
| ---- | -------------------------------- | --------------------------------- | --------- |
| 2006 | Daft Punk Is Playing at My House | Mejor Grabación Dance             | Nominado  |
| 2006 | LCD Soundsystem                  | Mejor Álbum de Dance/Electrónica  | Nominado  |
| 2008 | Sound of Silver                  | Mejor Álbum de Dance/Electrónica  | Nominado  |
| 2018 | American Dream                   | Mejor Álbum de Música Alternativa | Nominado  |
| 2018 | Tonite                           | Mejor Grabación Dance             | Ganador   |